# Antigo Cemitério Judaico de Rödelheim

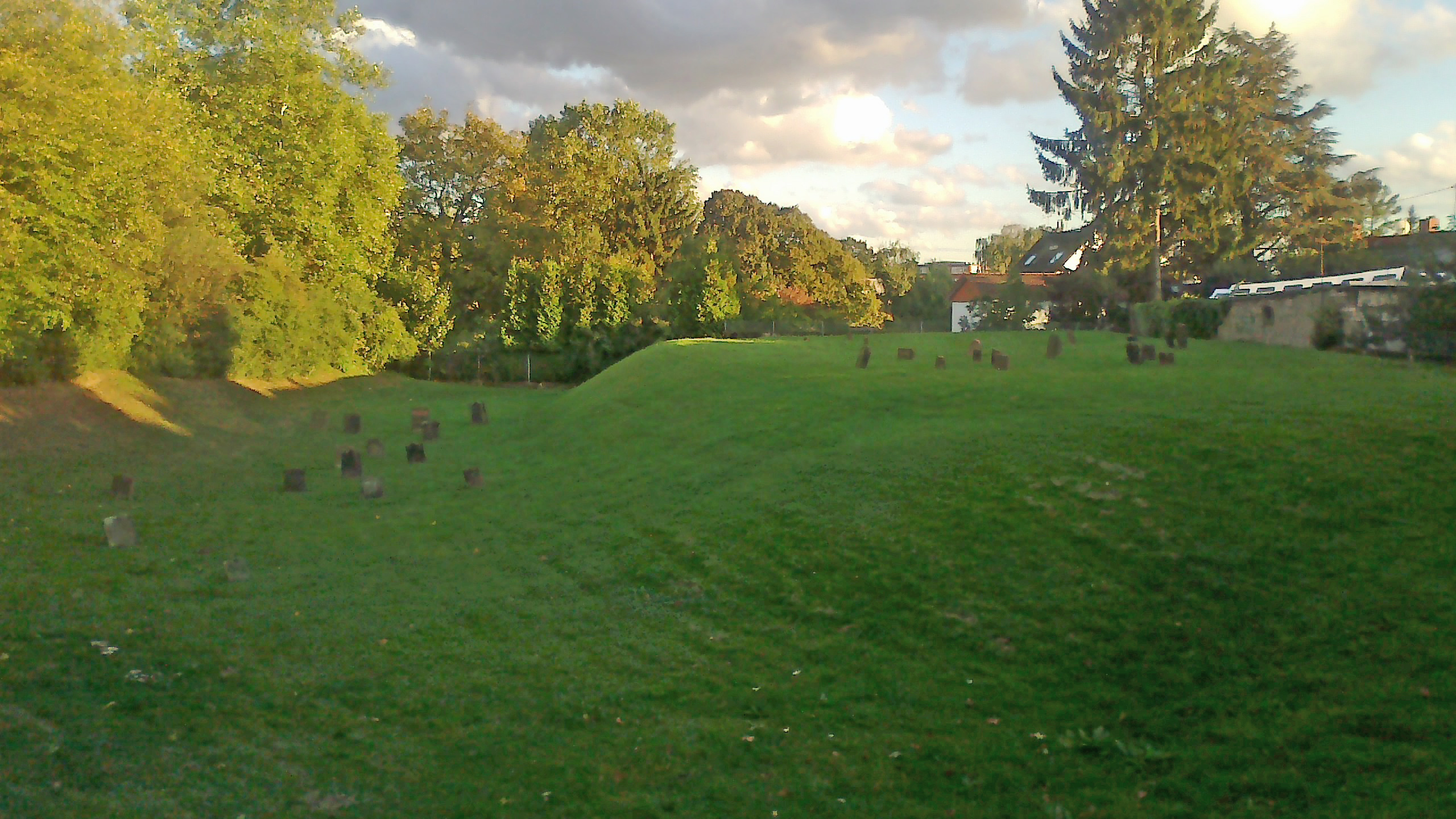
O Antigo Cemitério Judaico de Rödelheim

O Antigo Cemitério Judaico de Rödelheim (em alemão:  Alte Jüdische Friedhof Rödelheim) é um cemitério judaico em Frankfurt am Main. Apesar de profanação e destruição na época do nazismo, cerca de 20 matzevas ainda são preservados. O cemitério foi utilizado a partir de 1740 até o século XIX, e atualmente é concebido como uma área verde.
Uma pedra sepulcral na entrada lembra Wolf Heidenheim (1757-1832), que foi enterrado neste cemitério e tinha uma impressora de livros em Rödelheim.
Este mais antigo dos cemitérios judaicos em Frankfurt am Main está localizado entre as estradas "Am Seedamm", "Wolf-Heidenheim-Straße" e o "Zentmarkweg". Está atualmente fechado e tem uma área de 2.724 m².